# Jon Cryer
Jonathan Niven "Jon" Cryer (Nova York, 16 d'abril del 1965) és un actor, guionista i productor, guanyador de diversos premis Emmy. És fill de la també actriu i cantant Gretchen Cryer. Va debutar el 1984 en la comèdia romàntica Affair, com a protagonista, destacant-se poc després pel seu paper de "Duckie" a la pel·lícula de John Hughes Pretty in Pink.
Fou el 2003 quan Cryer va fer el salt a la fama internacional pel seu paper com Alan Harper a la comèdia de CBS Two and a Half Men, juntament amb Charlie Sheen (Charlie Harper) i Angus T. Jones (Jake Harper). Aquell any rebé tres premis Emmy com a actor de repartiment per aquest paper.
Cryer ja havia treballat anteriorment amb Charlie Sheen en la pel·lícula del Hot Shots! (1991).

## Biografia
Jon Cryer és fill de Gretchen Cryer (de soltera Kiger), una dramaturga, compositora, actriu i cantant, i David Cryer, actor, cantant, i productor. Té dues germanes, Robin i Shelley. Quan Cryer tenia 12 anys va decidir que volia convertir-se en actor, quan la seva mare va escoltar això va pensar que hauria de tenir un pla de seguretat i va fer broma "...arreglar instal·lacions de lampisteria és una molt bona carrera". Cryer va anar a un Centre de Formació d'Arts Escèniques durant diversos estius en la seva adolescència, i el 1983 es va graduar en el Bronx High School of Science.
El primer paper de Cryer com a professional va ser fent de David en l'obra de Broadway Torch Song Trilogy, reemplaçant Matthew Broderick, a qui "s'assemblava". Cryer va substituir més tard Broderick a Brighton Beach Memoirs de Neil Simon el 1989.

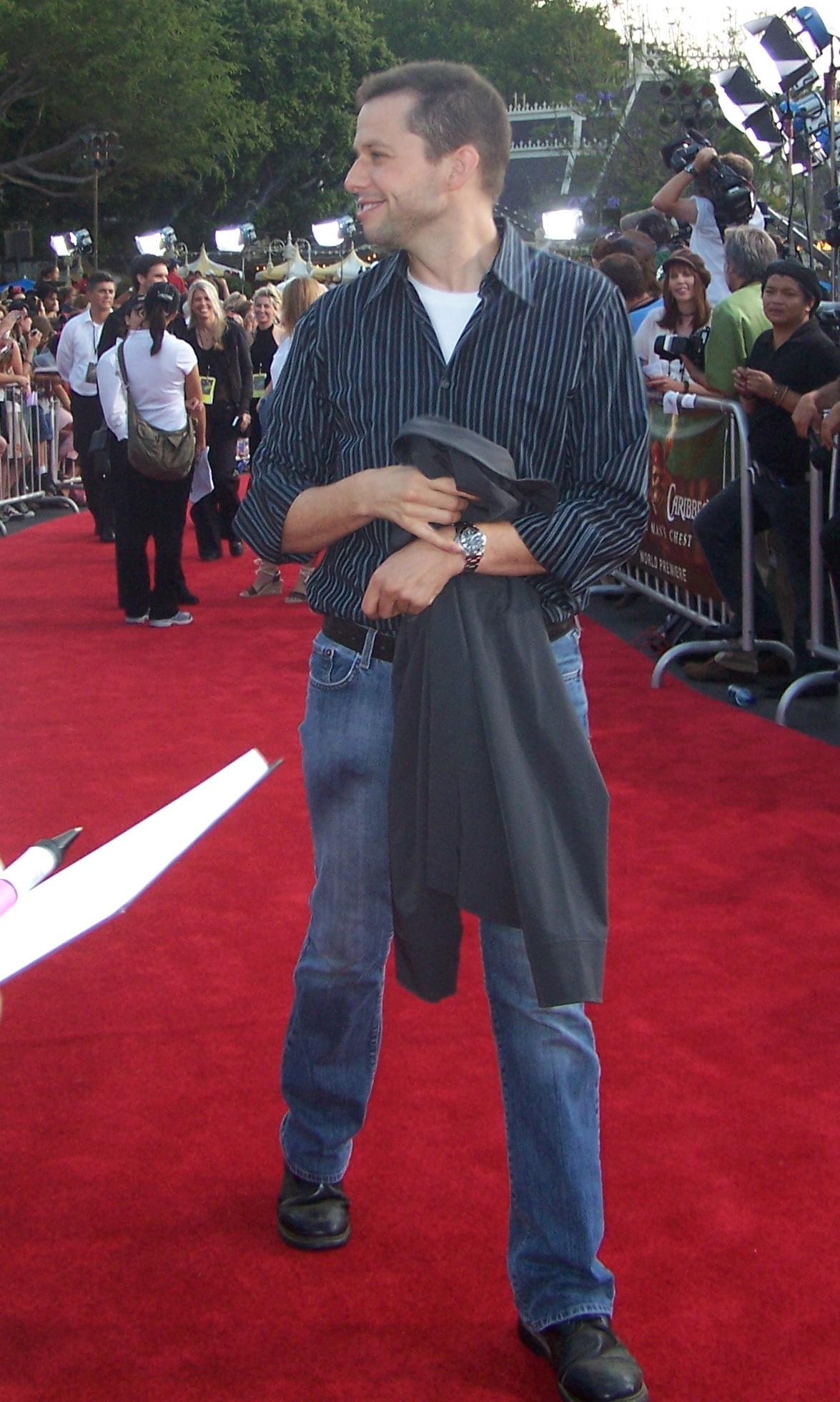
Cryer a Los Angeles a l'estrena de Pirates of the Caribbean: Dead Man's Chest, el 2006

Als 19 anys, el 1984, Cryer va aparèixer en la  comèdia romàntica No Small Affair, en el paper principal de Charles Cummings, després que la producció original amb Matthew Broderick va ser clausurada a causa d'un atac de cor del director, Martin Ritt. Va tenir petis papers en pel·lícules i telefilms, i va tenir èxit com Phil "Duckie" Dale en Prett in Pink de  John Hughes. En una entrevista amb  Daily News, la mare de Cryer va dir que després de Pretty in Pink, va començar a rebre trucades de noies adolescents de tot el món, que deixaven missatges amb riures histèrics en el seu contestador automàtic. El 1989, aconsegueix el paper principal en la sèrie de comèdia de la televisió, The Famous Teddy Z. La seva actuació va obtenir pobres ressenyes i l'espectacle va ser cancel·lat després de la primera temporada
Un any més tard, va protagonitzar la comèdia Hot Shots! de Jim Abrahams amb Charlie Sheen, que va ser rebuda molt positivament. Cryer es freqüentment relacionava amb  "Brat Pack". En una entrevista el març de 2009 a Anytime with Bob Kushell, Cryer va declarar que va fer una audició per St. Elmo's, punt de trobada però no va ser seleccionat per un paper. El 1993, va fer una audició pel paper de Chandler Bing a Friends, a Londres. La seva lectura va ser gravada per un agent de càsting britànic però la cinta no va arribar als EUA abans de prendre la decisió final.
Contra els desitjos d'executius de CBS (que eren conscient dels seus fracassos passats) i a causa de l'amistat amb Charlie Sheen, va ser llançat el 2003 per retratar Alan Harper en la sèrie còmica Dos homes i mig . Ha estat set vegades nominat als Emmy i dos guanyats per papers secundaris. En un comentari pels alts índexs de l'espectacle, va dir: "Quan ets en un espectacle estàs lluitant per la supervivència cada setmana, confies en els teus instints, perquè penses, ‘Els meus instints no han treballat per ara.' Però quan gent que li agrada l'espectacle t'està mirant, agafes una quantitat enorme de pressió. Et permet de confiar en els teus instints i anar amb qui has treballat abans" Després que anterior coprotagonista Charlie Sheen sortís de la sèrie, el personatge de Cryer esdevé el personatge central de l'espectacle, principalment a causa del redibuix de la  trama. Al final de la sèrie de Dos homes i mig, Cryer és l'únic actor que ha aparegut en cada episodi de la sèrie, des que Sheen fos acomiadat el març del 2011 i el seu fill a la pantalla Angus T. Jones deixés la sèrie al final de la temporada 10, després de definir l'espectacle com "filth" i de dir que Jones és un "pagat hipòcrita". Abans de Dos homes i mig, Cryer va fer una audició per la funció de Gaius Baltar en el Sci-Fi Canal per Battlestar Galactica, però el paper va anar a James Callis. El 2008, Cryer va aparèixer amb Laurence Fishburne i James Cromwell en la pel·lícula Tortured, i el  2009 va protagonitzar  amb James Spader la pel·lícula Shorts.

## Vida personal

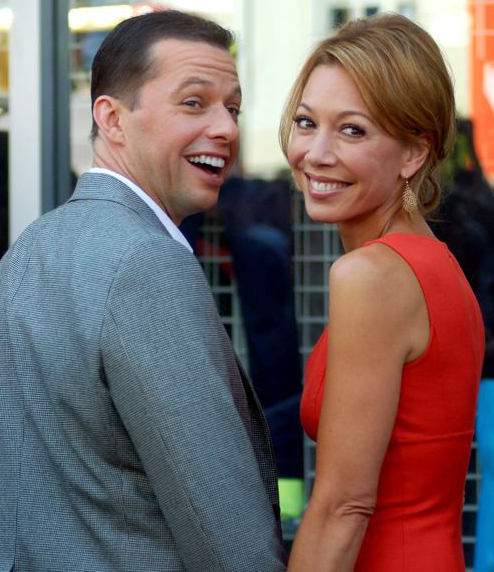
Cryer amb la seva dona Lisa Joyner el setembre 2011

Cryer es va casar amb l'actriu britànica  Sarah Gallet el 1999, amb qui té un fill, Charlie Austin. La parella es va divorciar el 2004. El febrer del 2007, en un episodi de The Tonight Show with Jay Leno, va anunciar que es casava amb la periodista Lisa Joyner; la parella es va casar a Mèxic el juny del 2007. El 29 de setembre de 2009, Jon i Lisa van anunciar que adoptaven una nena, que van anomenar Daisy.
Quan Molly Ringwald, la coprotagonista  a Pretty in Pink va declarar a la revista Out el 2012 que pensava que Cryer  era gai, Cryer va defensar Duckie i altres "idiotes lleugerament efeminats," i va dir havia viscut amb altres' "faulty" gais. També el 2012, Joyner va dir a Jeff Probst que quan ella i Cryer va començar a sortir, es va preguntar si podria ser gai perquè "mai em va fer un petó." Cryer va ser preguntat el 2014 si l'havien "confós amb un gai"; un altre cop es va anomenar "un efeminat heterosexual" i va  deixar anat un acudit: "Fellas, estàs deixant caure la pilota."
Previ a les Eleccions presidencials dels Estats Units de 2008, Cryer va assistir a un acte de la campanya pel Senador John McCain. Quan Cryer no va donar un suport públic per la cursa del 2012, la seva portaveu va dir que alinear-se el 2008  amb el Partit Republicà va ser una "equivocació" i que Cryer no "és realment polític." Va assistir a esdeveniments, tant dels Republicans com dels Demòcrates "perquè va voler sentir el que ambdues parts deien."

## Filmografia

### Cinema
| Any  | Pel·lícula                                                    | Rol                        | Notes                             |
| ---- | ------------------------------------------------------------- | -------------------------- | --------------------------------- |
| 1984 | No Small Affair                                               | Charles Cummings           | Debut                             |
| 1985 | Noon Wine                                                     | Teenage Herbert            | Pel·lícula per a televisió        |
| 1985 | O.C. and Stiggs                                               | Randall Schwab Jr.         |                                   |
| 1986 | Pretty in Pink                                                | Phil 'Duckie' Dale         |                                   |
| 1987 | Morgan Stewart's Coming Home                                  | Morgan Stewart             |                                   |
| 1987 | Superman IV: The Quest for Peace                              | Lenny Luthor               |                                   |
| 1987 | Dudes                                                         | Grant                      |                                   |
| 1987 | Hiding Out                                                    | Andrew Morenski/Max Hauser |                                   |
| 1988 | Rap Master Ronnie: A Report Card                              | Directe a video            |                                   |
| 1989 | Penn & Teller Get Killed                                      | 3r Frat Boy                |                                   |
| 1991 | Hot Shots!                                                    | Jim 'Wash Out' Pfaffenbach |                                   |
| 1993 | The Waiter                                                    | Tommy Kazdan               |                                   |
| 1993 | Hot Shots! Part Deux                                          | Jim 'Wash Out' Pfaffenbach |                                   |
| 1993 | Heads                                                         | Guy Franklin               | Pel·lícula per TV                 |
| 1996 | The Pompatus of Love                                          | Mark                       | També escriptor                   |
| 1996 | Cannes Man                                                    | Ell mateix                 |                                   |
| 1997 | Plan B                                                        | Stuart Winer               |                                   |
| 1998 | Went to Coney Island on a Mission From God... Be Back by Five | Daniel                     | També com a escriptor i productor |
| 1998 | Holy Man                                                      | Barry                      |                                   |
| 2000 | Clayton 01                                                    |                            |                                   |
| 2001 | Glam                                                          | Jimmy Pells                |                                   |
| 2003 | The Metro Chase                                               | Mr. Stamm                  | Pel·lícula per a televisió        |
| 2008 | Unstable Fables: 3 Pigs and a Baby                            | Richard Pig                | Veu                               |
| 2008 | Tortured                                                      | Brian                      |                                   |
| 2009 | Weather Girl                                                  | Charles                    |                                   |
| 2009 | Shorts                                                        | Dad Thompson               |                                   |
| 2009 | Stay Cool                                                     | Javier                     |                                   |
| 2010 | Due Date                                                      | Pel·lícula                 |                                   |

### Sèries
| Any         | Sèrie                              | Rol                     | Notes                                             |
| ----------- | ---------------------------------- | ----------------------- | ------------------------------------------------- |
| 1986        | Amazing Stories                    | Phil                    | Episodi: Miscalculation                           |
| 1989 - 1990 | The Famous Teddy Z                 | Teddy Zakalokis         |                                                   |
| 1995 - 1996 | Partners                           | Bob                     | També com a productor                             |
| 1996        | The Outer Limits                   | Trevor McPhee           | Episodi: Vanishing Act                            |
| 1997        | It's Good to Be King               | Mort                    |                                                   |
| 1997        | Dharma & Greg                      | Brian                   | Episodi: Shower the People You Love with Love     |
| 1998        | Getting Personal                   | Sam Wagner              | Episodi: Sam I am Cryer també va produir la sèrie |
| 1998        | Hercules: The Animated Sèries      | The Winged Wolves (veu) | Episodi: Hercules and the Underworld Takeover     |
| 1998        | Mr. Show with Bob & David          | Duckie                  | Episodi: It's Perfectly Understandishable         |
| 1998        | Two Guys a Girl and a Pizza Place  | Justin                  | Episodi: Two Guys, a Girl and a Thanksgiving      |
| 2000        | Family Guy                         | Kevin Swanson           | Episodi: There's Something About Paulie           |
| 2000 - 2001 | The Trouble with Normal            | Zack Mango              |                                                   |
| 2002        | Andy Richter Controls the Universe | Lemuel Praeger          | Episodi: Gimme a C                                |
| 2002        | The Practice                       | Terry Pender            | Episodi: Of Thee I Sing                           |
| 2003        | Becker                             | Roger                   | Episodi: L'ex de Chris                            |
| 2003        | Hey Joel                           | Joel Stein (veu)        |                                                   |
| 2003        | Stripperella                       | (veu)                   |                                                   |
| 2003 - 2015 | Two and a Half Men                 | Alan Harper             | Actor principal                                   |
| 20052006    | Danny Phantom                      | Freakshow               | Episodi: Reality Trip Episodi: Control Freaks     |
| 2006        | American Dad!                      | Quacky                  | Episodi: It's Good to Be Queen                    |
| 2010        | Hannah Montana                     | Ken Truscott            | Episodis: 3x28 i 4x12                             |
| 2013        | Mom                                | Director                | Episodi: Corned Beef and handcuffs                |
| 2015        | NCIS                               | Cyril Taft, Metge       | Personatge Recurrent                              |

## Premis i nominacions

### Premis
- 2009. Primetime Emmy al millor actor en sèrie còmica per Two and a Half Men
- 2012. Primetime Emmy al millor actor en sèrie còmica per Two and a Half Men

### Nominacions
- 2006. Primetime Emmy al millor actor en sèrie còmica per Two and a Half Men
- 2007. Primetime Emmy al millor actor en sèrie còmica per Two and a Half Men
- 2008. Primetime Emmy al millor actor en sèrie còmica per Two and a Half Men
- 2010. Primetime Emmy al millor actor en sèrie còmica per Two and a Half Men
- 2011. Primetime Emmy al millor actor en sèrie còmica per Two and a Half Men